# Maxim Michailowitsch Wylegschanin
Maxim Michailowitsch Wylegschanin (russisch Максим Михайлович Вылегжанин; * 18. Oktober 1982 in Scharkan, Udmurtische ASSR, Russische SFSR, UdSSR) ist ein russischer Skilangläufer udmurtischer Herkunft.

## Werdegang
Wylegschanin, der für den Skiclub Dynamo startet, debütierte am 22. Januar 2005 in Pragelato bei einem Verfolgungsrennen im Weltcup. Im Teamsprint am darauf folgenden Tag belegte er mit Dimitri Egoschin den sechsten Platz. Beim Sieg von Andrus Veerpalu überraschte der junge Russe über 50 Kilometer an Holmenkollen mit einem sechsten Platz. Es folgten die Plätze 7 in der Staffel und 15 im Massenstart in Falun. Die folgende Saison 2005/06 verlief durchweg enttäuschend. Sein bestes Ergebnis im Weltcup war ein 29. Platz in Oslo. In der Saison 2006/07 war das einzige nennenswerte Resultat im Weltcup ein sechster Rang über die 50 Kilometer von Oslo. Hervorragend verlief hingegen die Universiade, bei der er einen Sieg im Massenstart und eine Bronzemedaille in der Doppelverfolgung erkämpfte. Als Sieger ging Wylegschanin auch bei den langen Distanzen der Russischen Meisterschaften hervor. In dieser Saison 2007/08 lief Wylegschanin die Tour de Ski, bei welcher er stetig konstante Leistungen zeigte und im Endklassement auf Rang 21 positioniert war. Bei den Weltcups von Canmore, Otepää, Liberec, Falun und Oslo enttäuschte er. Als bestes Resultat stand ein 20. Platz in der Verfolgung von Canmore. Seine Titel bei den Nationalen Meisterschaften konnte er jedoch verteidigen.
In den ersten Weltcuprennen der Saison 2008/09 hatte Wylegschanin große Probleme und gute Ergebnisse blieben aus. Bei der Tour de Ski 2008/09 konnte er im Distanzrennen von Val di Fiemme mit Rang 9 eine starke Platzierung erreichen, am Tag danach bei der Bergverfolgung wurde er Neunter. Das bedeutete einen 15 Rang in der Endwertung. Bei den Nordischen Skiweltmeisterschaften 2009 in Liberec musste Wylegschanin sich nur Petter Northug geschlagen geben und gewann vor Tobias Angerer Silber. Danach wurde er in Lahti über 15 Kilometer Sechster, beim klassischen Fünfziger von Trondheim wurde er hinter dem Sieger Sami Jauhojärvi, Tobias Angerer und Alex Harvey Vierter. Beim Weltcup-Finale in Schweden schaute für Wylegschanin nicht mehr als ein 27. Platz heraus.
Mit einem zweiten Platz mit der Staffel und einem fünften Platz im Sprint startete der Russe gut in die neue Saison 2009/10. Ein zweiter Platz in Kuusamo, ein neunter Rang beim Sprint von Davos und ein Dritter beim Massenstart von Rogla folgten. Eine gut begonnene Tour de Ski lief Maxim Wylegschanin nicht zu Ende. Bei den Olympischen Spielen 2010 in Vancouver wurde er Achter über 50 Kilometer klassisch und Neunter über 15 Kilometer Freistil.
Sein erster Weltcupsieg gelang Wylegschanin in der Saison 2010/11 in La Clusaz über 30 Kilometer Freistil (Massenstart), als er den Sprint gegen Petter Northug gewann. Vor Beginn der Tour de Ski 2010/11 wurde Wylegschanin aufgrund eines zu hohen Hämoglobinwertes mit einer fünftägigen Schutzsperre belegt, so dass er nicht an der Tour teilnehmen konnte. Bei den Nordischen Skiweltmeisterschaften 2011 in Oslo wurde er im Verfolgungsrennen Zweiter hinter Petter Northug. Das Duell Northug gegen Wylegschanin gab es beim Fünfziger erneut. Und wieder hatte der Norweger das bessere Ende für sich. Danach gab es noch zwei vierte Plätze in Lahti sowie einen vierten Platz beim Weltcup-Finale. auch seine Titel bei den Russischen Meisterschaften holte er sich zurück.
Zu Beginn der Saison 2010/11 blieben nennenswerte Resultate aus. Bei der Tour de Ski lief der Russe auf Rang acht. Er siegte beim Weltcup in Rybinsk und belegte in Nove Mesto die Plätze zwei und drei. Beim Skiathlon von Lahti wurde er Siebenter. Am Holmenkollen verfehlte er mit Position vier knapp das Podest. Auch konnte er die Titel bei den Nationalen Meisterschaften erneut verteidigen. Die Saison 2012/13 verlief für Wylegschanin durchaus erfolgreich. Bereits zu Saisonbeginn belegte er beim Nordic Opening den zweiten Endrang, womit er schon früh seine gute Form bewies. Nach einer Wettkampfpause zeigte der Russe während der Tour de Ski erneut auf. Durch einen Sieg über 15 Kilometer und einer starken Leistung auf der Alpe Cermis lief er sich auf Rang drei. Bei dem Testwettkampf für die Olympischen Spiele in Sotschi konnten sich Wylegschanin und sein Partner Japarow den Sieg sichern. Weiter gute Ergebnisse folgten, wodurch sich Wylegschanin letzten Endes auf Platz fünf des Gesamtweltcups einreihte.
Durch eine starke Leistung im abschließenden 15 Kilometer Freistil Jagdrennen positionierte der Russe sich, wie bereits im Vorjahr, auf Rang zwei der Gesamtwertung des Nordic Openings 2013/14 in Kuusamo. Auch führte er die russische Staffel in Lillehammer zu einem ungefährdeten Sieg vor Norwegen. In Hinblick auf die Olympischen Spiele ließ der Russe die Tour de Ski aus und gewann danach in Nove Mesto den Teamsprint mit Nikita Krjukow. Auch auf Position eins rangierte er beim Massenstart von Szklarska Poreba, wo er in Abwesenheit der Norweger ungefährdet siegte. Gespannt fieberte man den Olympischen Spielen entgegen. Enttäuschend verlief das erste Rennen für den 31-Jährigen. Er beendete das Rennen auf Position vier. Da Martin Johnsrud Sundby den Korridor wechselte und so Wylegschanin behinderte, reichte man eine Beschwerde ein, doch vergebens. In einer bereits verloren geglaubten Staffel brachte Alexander Legkow die Russen wieder zurück ins Rennen. Trotz eines Einbruchs rettete Wylegschanin einen zweiten Platz über die Ziellinie. Wylegschanin und Nikita Krjukow galten im Teamsprint als Favoriten. In einem Finale mit chaotischer Schlussrunde holten die beiden eine Silbermedaille hinter Finnland. Die dritte Silbermedaille gab es für Wylegschanin im Massenstart, bei einem russischen Dreifachtriumph.
Zu Beginn der Saison 2014/15 erreichte Wylegschanin den 14. Platz bei der Nordic Opening. Die Tour de Ski 2015 beendete er auf den neunten Platz. Im Januar 2015 siegte er im Skiathlon in Rybinsk. Bei den Nordischen Skiweltmeisterschaften 2015 in Falun wurde er mit der Staffel und im 50-km-klassisch-Massenstartrennen Vierter. Im 30-km-Skiathlonrennen gewann er Gold. Die Saison beendete er wie im Vorjahr auf dem zehnten Platz im Gesamtweltcup und dem achten Rang im Distanzweltcup. In der Saison 2015/16 errang er den 11. Platz bei der Nordic Opening in Ruka und den 25. Platz bei der Tour de Ski 2016. Im Februar 2016 wurde er Dritter in Oslo im 50-km-Massenstartrennen und siegte in Falun über 10 km klassisch. Zum Saisonende belegte er den 18. Rang bei der Ski Tour Canada und erreichte den 13. Platz im Gesamtweltcup und den neunten Rang im Distanzweltcup.
In der Saison 2018/19 belegte Wylegschanin den 25. Platz beim Lillehammer Triple und den 19. Rang bei der Tour de Ski 2018/19. Zudem wurde er Zweiter im 50-km-Massenstartrennen in Oslo und errang zum Saisonende den 30. Platz im Gesamtweltcup. Bei den Nordischen Skiweltmeisterschaften 2019 in Seefeld in Tirol lief er auf den 33. Platz über 15 km klassisch. Im April 2019 wurde er in Kononowskaja russischer Meister im 50-km-Massenstartrennen.

## Dopingvorwürfe
Im Dezember 2016 suspendierte die FIS sechs russische Langläufer, die aufgrund der Ergebnisse des McLaren-Reports an Dopingvergehen während der Olympischen Winterspiele 2014 beteiligt gewesen sein sollen, darunter Maxim Wylegschanin. Der IOC annullierte im November 2017 seine Ergebnisse von den Olympischen Winterspielen 2014 und sperrte ihn lebenslang; er verlor beide Silbermedaillen wegen Dopings. Der Internationale Sportgerichtshof hob die Sanktionen im Februar 2018 wegen ungenügender Beweislage auf und erkannte die Olympia-Platzierungen wieder an.

## Erfolge

### Siege bei Weltcuprennen

#### Weltcupsiege im Einzel
| Nr. | Datum             | Ort              | Disziplin                       |
| --- | ----------------- | ---------------- | ------------------------------- |
| 1.  | 18. Dezember 2010 | La Clusaz        | 30 km Freistil Massenstart      |
| 2.  | 5. Februar 2012   | Rybinsk          | 30 km Skiathlon                 |
| 3.  | 19. Januar 2014   | Szklarska Poręba | 15 km klassisch Massenstart     |
| 4.  | 25. Januar 2015   | Rybinsk          | 30 km Skiathlon                 |
| 5.  | 13. Februar 2016  | Falun            | 10 km klassisch Individualstart |

#### Etappensiege bei Weltcuprennen
| Nr. | Datum             | Ort     | Disziplin                    | Rennen              |
| --- | ----------------- | ------- | ---------------------------- | ------------------- |
| 1.  | 2. Dezember 2012  | Kuusamo | 15 km Verfolgung klassisch 1 | Nordic Opening 2012 |
| 2.  | 30. Dezember 2012 | Oberhof | 15 km Verfolgung klassisch 2 | Tour de Ski 2012/13 |

#### Weltcupsiege im Team
| Nr. | Datum            | Ort                  | Disziplin                         |
| --- | ---------------- | -------------------- | --------------------------------- |
| 1.  | 6. Februar 2011  | Rybinsk              | 4 × 10 km Staffel 3               |
| 2.  | 3. Februar 2013  | Sotschi              | 6 × 1,8 km Teamsprint klassisch 4 |
| 3.  | 8. Dezember 2013 | Lillehammer          | 4 × 7,5 km Staffel 5              |
| 4.  | 12. Januar 2014  | Nové Město na Moravě | 6 × 1,6 km Teamsprint klassisch 6 |

### Siege bei Continental-Cup-Rennen
| Nr. | Datum           | Ort         | Disziplin       | Serie              |
| --- | --------------- | ----------- | --------------- | ------------------ |
| 1.  | 9. Februar 2018 | Krasnogorsk | 15 km klassisch | Eastern Europe Cup |

## Teilnahmen an Weltmeisterschaften und Olympischen Winterspielen

### Olympische Spiele
- 2010 Vancouver: 8. Platz Staffel, 8. Platz 50 km klassisch Massenstart, 9. Platz 15 km Freistil, 17. Platz 30 km Skiathlon
- 2014 Sotschi: 2. Platz Teamsprint klassisch, 2. Platz Staffel, 2. Platz 50 km Freistil Massenstart, 4. Platz 30 km Skiathlon

### Nordische Skiweltmeisterschaften
- 2009 Liberec: 2. Platz 50 km Freistil Massenstart, 24. Platz 30 km Skiathlon, 45. Platz 15 km klassisch
- 2011 Oslo: 2. Platz 50 km Freistil Massenstart, 2. Platz 30 km Skiathlon, 7. Platz Staffel, 10. Platz 15 km klassisch
- 2013 Val di Fiemme: 3. Platz Staffel, 5. Platz 15 km Skiathlon, 8. Platz 50 km klassisch Massenstart, 57. Platz 15 km Freistil
- 2015 Falun: 1. Platz 30 km Skiathlon, 4. Platz 50 km klassisch Massenstart, 4. Platz Staffel
- 2019 Seefeld in Tirol: 33. Platz 15 km klassisch

## Platzierungen im Weltcup

### Weltcup-Statistik
Die Tabelle zeigt die erreichten Platzierungen im Einzelnen.
- 1.–3. Platz: Anzahl der Podiumsplatzierungen
- Top 10: Anzahl der Platzierungen unter den ersten zehn
- Punkteränge: Anzahl der Platzierungen innerhalb der Punkteränge
- Starts: Anzahl gelaufener Rennen in der jeweiligen Disziplin
- Hinweis: Bei den Distanzrennen erfolgt die Einordnung gemäß FIS.

| Platzierung               | Distanzrennen a | Distanzrennen a | Distanzrennen a | Distanzrennen a | Distanzrennen a | Skiathlon Verfolgung | Sprint | Etappen- rennen b | Gesamt | Team c | Team c  |
| Platzierung               | ≤ 5 km          | ≤ 10 km         | ≤ 15 km         | ≤ 30 km         | > 30 km         | Skiathlon Verfolgung | Sprint | Etappen- rennen b | Gesamt | Sprint | Staffel |
| ------------------------- | --------------- | --------------- | --------------- | --------------- | --------------- | -------------------- | ------ | ----------------- | ------ | ------ | ------- |
| 1. Platz                  |                 | 1               | 1               | 1               |                 | 4                    |        |                   | 7      | 2      | 2       |
| 2. Platz                  |                 |                 | 2               |                 | 1               | 2                    |        | 2                 | 7      |        | 4       |
| 3. Platz                  | 2               |                 | 1               | 2               | 2               | 2                    |        | 1                 | 10     |        | 1       |
| Top 10                    | 5               | 4               | 15              | 3               | 8               | 26                   | 7      | 9                 | 77     | 3      | 14      |
| Punkteränge               | 12              | 9               | 39              | 7               | 11              | 51                   | 19     | 24                | 172    | 3      | 18      |
| Starts                    | 13              | 10              | 60              | 11              | 12              | 58                   | 44     | 24                | 232    | 3      | 18      |
| Stand: Saisonende 2018/19 |                 |                 |                 |                 |                 |                      |        |                   |        |        |         |

### Weltcup-Gesamtplatzierungen
| Saison  | Gesamt | Gesamt | Distanz | Distanz | Sprint | Sprint |
| Saison  | Punkte | Platz  | Punkte  | Platz   | Punkte | Platz  |
| ------- | ------ | ------ | ------- | ------- | ------ | ------ |
| 2004/05 | 56     | 67.    | 56      | 42.     | -      | -      |
| 2005/06 | 7      | 152.   | 7       | 110.    | -      | -      |
| 2006/07 | 45     | 79.    | 45      | 47.     | -      | -      |
| 2007/08 | 127    | 51.    | 44      | 51.     | 43     | 51.    |
| 2008/09 | 297    | 23.    | 218     | 16.     | 7      | 96.    |
| 2009/10 | 532    | 8.     | 337     | 7.      | 95     | 25.    |
| 2010/11 | 512    | 11.    | 386     | 6.      | -      | -      |
| 2011/12 | 911    | 7.     | 657     | 4.      | 56     | 39.    |
| 2012/13 | 935    | 5.     | 437     | 7.      | 54     | 39.    |
| 2013/14 | 489    | 10.    | 232     | 8.      | 7      | 92.    |
| 2014/15 | 488    | 10.    | 330     | 8.      | 6      | 86.    |
| 2015/16 | 652    | 13.    | 488     | 9.      | 40     | 50.    |
| 2016/17 | 56     | 81.    | 16      | 77.     | 16     | 60.    |
| 2017/18 | 267    | 27.    | 155     | 26.     | -      | -      |
| 2018/19 | 282    | 30.    | 222     | 20.     | -      | -      |